# 沈兆霖
沈兆霖（1801年—1862年），字尺生，號朗亭，又號子莍，浙江錢塘（今杭州）人，晚清官員。

## 生平
道光十六年（1836年）丙申恩科進士，選庶吉士，授翰林院編修。咸豐年間，歷任內閣學士、吏部侍郎、左都御史、戶部尚書、兵部尚書。咸豐十一年（1861年），在軍機大臣上行走，並支持東太后慈安、西太后慈禧和奕訢的祺祥之變，消滅肃顺的顧命八大臣集團。同治元年（1862年），署陝甘總督，用兵西寧回部；七月，班師途中，路經平番縣時下起冰雹，山洪暴發，与随行的兵士37人皆歿，贈太子太保，諡文忠。沈博通經史，工詩古文，旁及篆、隸，刻印、弈棋。有《沈文忠公集》、《廣印人傳》存世。

## 延伸阅读
[在维基数据编辑]
 《清史稿·卷421》，出自趙爾巽《清史稿》